# Референдумы в Швейцарии (1935)
Референдумы в Швейцарии проходили 24 февраля, 5 мая, 2 июня и 8 сентября 1935 года. В феврале проходил референдум по федеральному закону о реорганизации вооружённых сил. Федеральный закон был одобрен 54,2% голосов избирателей. Майский референдум по федеральному закону о транспортировке товаров и животных по дорогам был отклонён 67,7% голосов. Июньский референдум по гражданской инициативе о «борьбе с экономическим кризисом» был отвергнут избирателями.. Сентябрьский референдум по гражданской инициативе о «полном пересмотре федеральной Конституции». Это была вторая народная инициатива «о полном пересмотре Конституции» после конституционного референдума 1880 года. Инициатива была отвергнута 72% голосов.

## Избирательная система
Референдумы в феврале и марте по федеральным законах были факультативными и требовали для одобрения лишь большинство голосов избирателей. Сентябрьский референдум также требовал только большинства избирателей. Референдум в июне проходил по гражданской инициативе и являлся обязательными, которые требовали двойного большинства для одобрения: избирателей и кантонов.

## Результаты

### Федеральный закон о реорганизации вооружённых сил
| Выбор                                | Голосов   | %    |
| ------------------------------------ | --------- | ---- |
| За                                   | 507 434   | 54,2 |
| Против                               | 429 520   | 45,8 |
| Пустых бюллетеней                    | 11 459    | –    |
| Недействительных бюллетеней          | 2 267     | –    |
| Всего                                | 950 680   | 100  |
| Зарегистрированных избирателей/ Явка | 1 189 573 | 79,9 |
| Источник: Nohlen & Stöver            |           |      |

### Федеральный закон о транспортировке товаров и животных
| Выбор                                | Голосов   | %    |
| ------------------------------------ | --------- | ---- |
| За                                   | 232 954   | 32,3 |
| Против                               | 487 169   | 67,7 |
| Пустых бюллетеней                    | 30 393    | –    |
| Недействительных бюллетеней          | 1 210     | –    |
| Всего                                | 751 726   | 100  |
| Зарегистрированных избирателей/ Явка | 1 190 054 | 63,2 |
| Источник: Nohlen & Stöver            |           |      |

### Борьба с экономическим кризисом
| Выбор                                | Общее голосование | Общее голосование | Кантоны | Кантоны | Кантоны |
| Выбор                                | Голосов           | %                 | Полных  | Полу-   | Всего   |
| ------------------------------------ | ----------------- | ----------------- | ------- | ------- | ------- |
| За                                   | 425 242           | 42,8              | 4       | 2       | 5       |
| Против                               | 567 425           | 57,2              | 15      | 4       | 17      |
| Пустых бюллетеней                    | 12 575            | –                 | –       | –       | –       |
| Недействительных бюллетеней          | 2 043             | –                 | –       | –       | –       |
| Всего                                | 1 007 285         | 100               | 19      | 6       | 22      |
| Зарегистрированных избирателей/ Явка | 1 194 129         | 84,4              | –       | –       | –       |
| Источник: Nohlen & Stöver            |                   |                   |         |         |         |

### Полный пересмотр Конституции
| Выбор                                | Голосов   | %    |
| ------------------------------------ | --------- | ---- |
| За                                   | 196 135   | 27,7 |
| Против                               | 511 578   | 72,3 |
| Пустых бюллетеней                    | 17 853    | –    |
| Недействительных бюллетеней          | 1 497     | –    |
| Всего                                | 727 063   | 100  |
| Зарегистрированных избирателей/ Явка | 1 193 941 | 60,9 |
| Источник: Nohlen & Stöver            |           |      |